# Yardie
Yardie ist ein britischer Kriminalfilm von Idris Elba, der am 20. Januar 2018 im Rahmen des Sundance Film Festivals seine Premiere feierte. Der Film basiert auf einem gleichnamigen Roman des britischen Autors Victor Headley. Ab 16. Februar 2018 wurde Yardie im Rahmen der Internationalen Filmfestspiele Berlin in der Sektion Panorama vorgestellt und kam am 24. August 2018 in die Kinos im Vereinigten Königreich.

## Handlung
In den frühen 1970er Jahren in Jamaika. Der junge D wird Zeuge der Ermordung seines Bruders und kommt bei dem einflussreichen Don unter. Zehn Jahre später wird er nach London geschickt, wo er ein Drogenimperium aufbauen soll und sich wieder mit seiner Freundin und ihrer Tochter trifft. Dann jedoch holt sie ihre Vergangenheit ein.

## Produktion

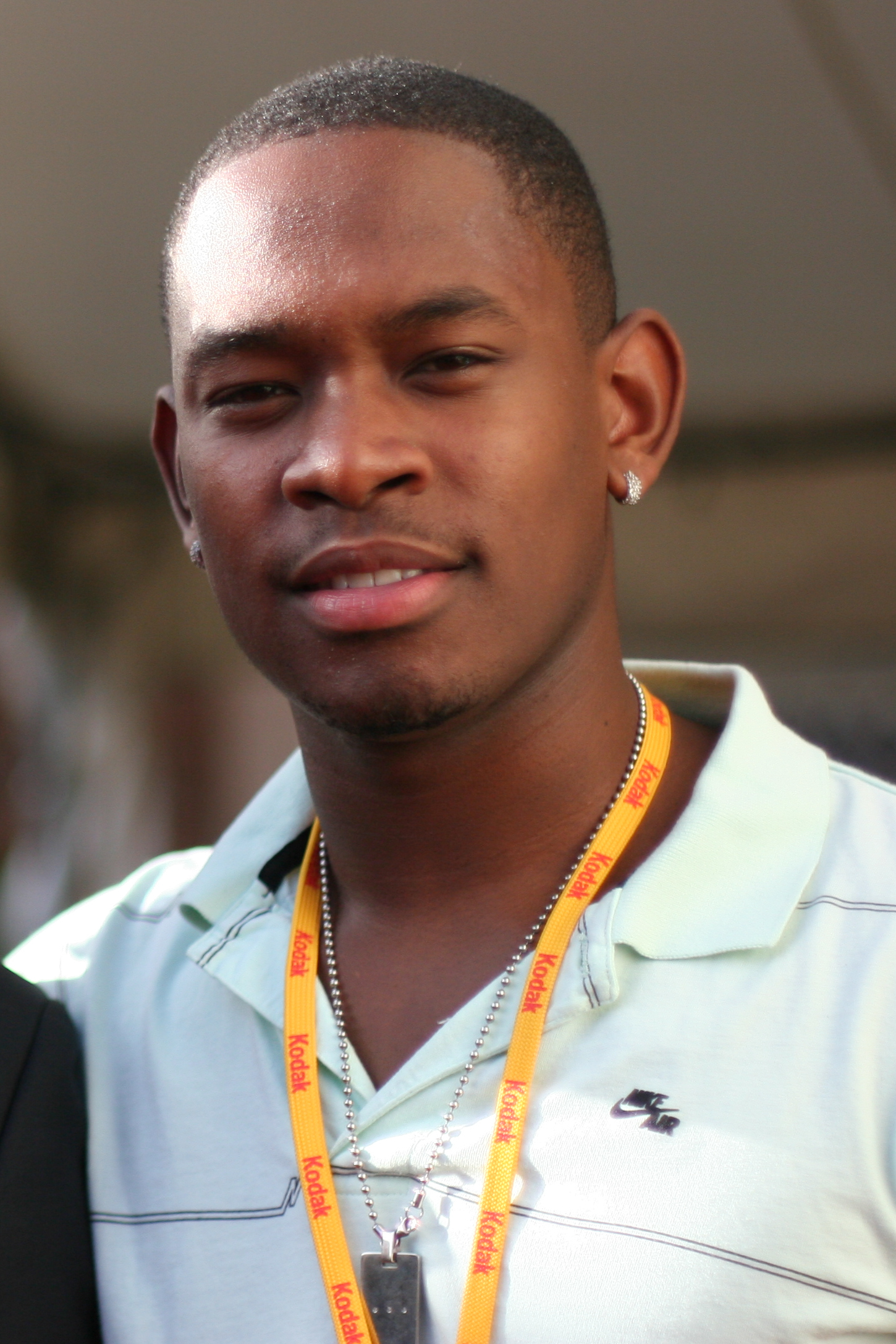
Der britische Schauspieler Aml Ameen übernahm im Film die Hauptrolle von D

Der Film basiert auf einem gleichnamigen Roman des in Jamaika geborenen, britischen Autors Victor Headley aus dem Jahr 1992. Hinter dem Roman stand kein großer Verlag, sondern das Zwei-Mann-Unternehmen X Press, das über Mundpropaganda ganze 12.000 Exemplare verkaufte. Laut X-Press-Co-Gründer Steve Pope war Yardie der erste populäre Roman, der gezielt an ein schwarzes Publikum in England gerichtet war.  Er soll zudem dafür gesorgt haben, dass viele britische Buchläden Sektionen nur für Literatur über Schwarze einrichteten. Für den Film wurde Yardie von Brock Norman Brock und Martin Stellman adaptiert. Yardie ist eine jamaikanische Bezeichnung für Gangster, aber zugleich auch eine Umschreibung für die nach Großbritannien ausgewanderten Jamaikaner.
Produziert wurde der Film von Robin Gutch und Gina Carter von Warp Films und gemeinsam mit Studiocanal, dem BFI, BBC Films und Screen Yorkshire finanziert. Universal Music wird über das Label Island Records den Soundtrack zum Film produzieren und veröffentlichen. Die Filmmusik wurde von Dickon Hinchliffe komponiert, dem Gitarristen und Violinisten der britischen Band Tindersticks. Der Soundtrack zum Film, der insgesamt 14 Musikstücke umfasst, darunter auch von Yellowman, The Isley Brothers, Grace Jones, The Heptones und Skip Marley, wurde am 24. August 2018 von Universal-Island Records als Download veröffentlicht.
Es handelt sich bei Yardie um das Regiedebüt von Idris Elba, der im Film zudem in einer Nebenrolle zu sehen ist. Elba sagte: „Ich interessiere mich dafür, menschliche Geschichten mit Figuren zu erzählen, die entweder voller Anmut oder fehlerhaft sind. Mit Yardie wird das Publikum einen Film sehen, der den Menschen hoffentlich etwas bedeutet. Ich fühle mich geehrt, den Film in meiner Heimatstadt London und als Gast in Jamaika drehen zu können.“ Die Hauptrolle besetzte Elba mit dem ebenfalls in London geborenen Schauspieler Aml Ameen. Die Sängerin Tanika gibt im Film ihr Debüt als Schauspielerin.
Die Produktion wurde im Mai 2017 begonnen. Gedreht wurde in London, den dort gelegenen West London Film Studios und in Jamaika, so im Juni 2017 in Kingston.
Der Film feierte am 20. Januar 2018 im Rahmen des Sundance Film Festivals seine Premiere. Ab 16. Februar 2018 wurde Yardie im Rahmen der Internationalen Filmfestspiele Berlin in der Sektion Panorama vorgestellt. Ein erster Trailer wurde im Frühjahr 218 vorgestellt. Am 24. August 2018 kam der Film in die Kinos im Vereinigten Königreich. Ein Kinostart in den USA erfolgte am 15. März 2019.

## Rezeption

### Altersfreigabe

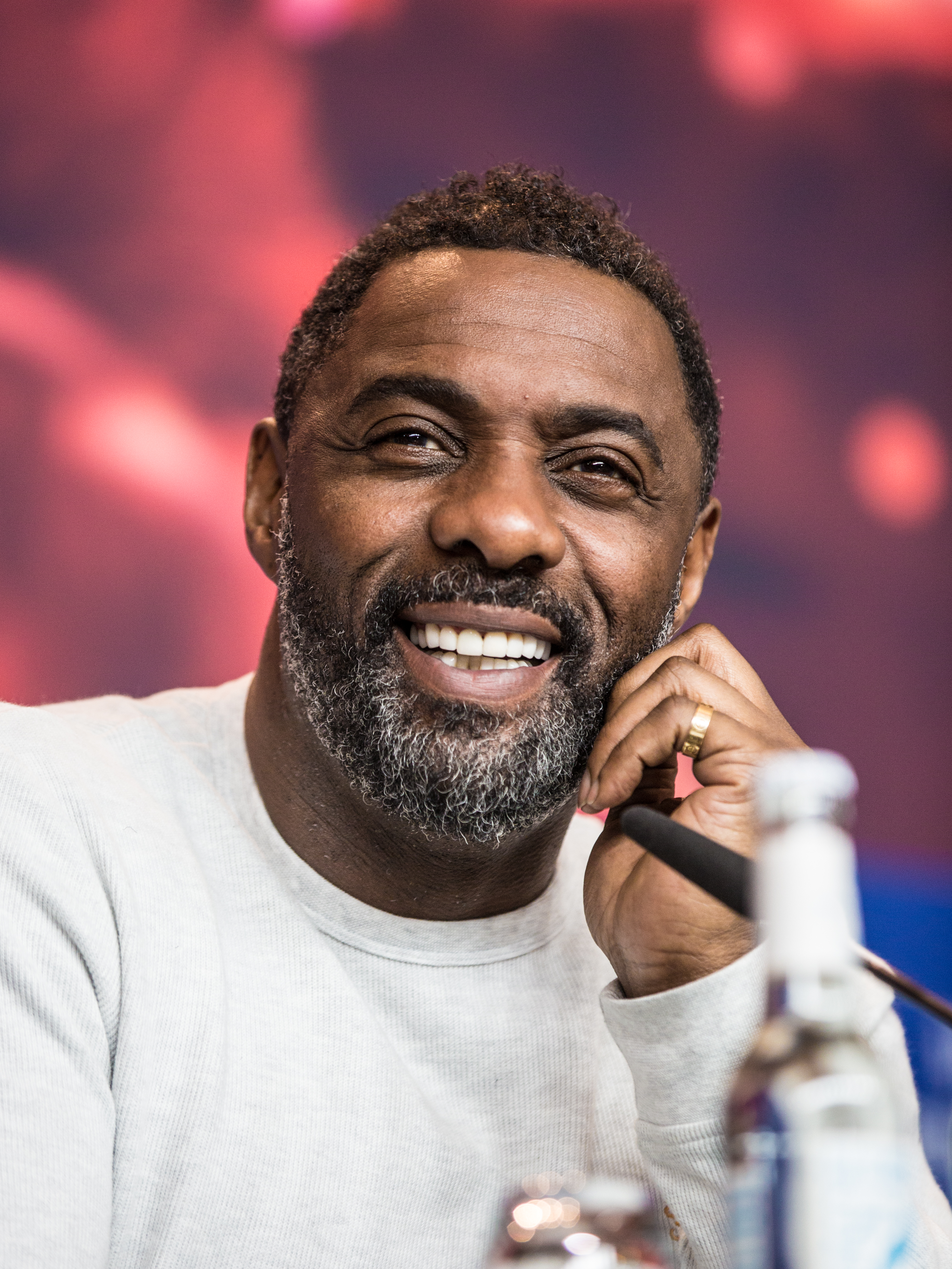
Regisseur Idris Elba auf der Berlinale 2018

In Deutschland wurde er von der FSK ab 16 Jahren freigegeben. In der Freigabebegründung heißt es: „Die Handlung ist für Jugendliche ab 16 Jahren gut verständlich und kann von ihnen als Genregeschichte eingeordnet werden, die nichts mit ihrer eigenen Lebensrealität zu tun hat. Es gibt mehrere, teils drastische Gewaltszenen und ein Racheakt bleibt ungesühnt, aber die Gewalt wird nicht reißerisch ausgespielt und im Film kritisch diskutiert.“

### Kritiken
Fionnuala Halligan von screendaily.com meint, Aml Ameen und  Shantol Jackson seien ein hinreißendes Paar, und auch insgesamt sei die Chemie zwischen den Schauspielern gut. Naomi Ackie beweise in einer Nebenrolle ihre Vielseitigkeit. Die Handlung mag im Drogenhandel verankert sein, so Halligan  weiter, doch in Wirklichkeit gehe es um Rache, wenn D einen Krieg in London beginnt.

### Auszeichnungen
Sundance Film Festival 2018
- Nominierung für den Grand Jury Prize im World Cinema Dramatic Competition (Idris Elba)